# Dynastie Sefuwa
La dynastie Sefuwa — également orthographiée Sefouwa, Sayfawa ou Sefawa — est la famille dirigeante de la tribu Maguemi (également connue sous le nom de Maguia), une lignée de rois musulmans qui règnent sur l'empire Kanem-Bornu, L'empire est initialement centré à Kanem, dans l'actuel Tchad occidental, avant de se déplacer à Bornu (nord-est du Nigeria moderne) après 1380. Le nom Maguia signifie « nobles », reflétant le statut estimé de la tribu dans la hiérarchie sociopolitique de la région, tandis que Maguemi signifie « fils de Maguia », qui est le nom de la tribu.
L'ancêtre éponyme légendaire, Saif ibn Dhi Yazan al-Himyari du Yémen, est lié à la dynastie Sefuwa. À l'époque islamique, la tribu Maguemi a lié son ascendance à ce personnage, adoptant le nom de Saif comme titre symbolique. 

## Histoire
Au XIe siècle, la dynastie zaghawa du royaume de Kanem prend fin. La dynastie Sefuwa apparait à ce moment là, fondée par Hume qui lie son ascendance à un héros yéménite Saif ibn Dhi Yazan al-Himyari. Toutefois, plusieurs indices laissent supposer qu'Hume est d'origine berbère et appartient à un groupe profondément islamisé. Il est possible qu'il soit originaire du Kaouar ou d'un nouveau groupe berbère intégré au Kanem. Les ascendances prétendues sont le fruit d'une révision généalogique effectuées au XIIIe siècle et dont l'objectif est de supprimer les contenus berbères afin de les remplacer par des éléments himyarites.
Les sources contemporaines permettent également d'indiquer qu'au début du XIIIe siècle, la dynastie Sefuwa est encore considérée comme descendant directe des Duguwa (rois zaghawa de la précédente dynastie) dont la seule distinction est l'introduction de l'islam, la conversion et le changement de capitale survenus à la fin du XIe siècle. La déberberisation de la dynastie s'accompagne d'un renforcement politiques des institutions et notamment des groupes sédentaires du Kanem-Bornou.

## Chronologie dynastique

L'étendue la plus éloignée de l'État médiéval du Kanem-Bornu.

La chronologie des Sefuwa concerne le règne de la dynastie Sefuwa d'abord sur le Kanem, puis sur le Kanem-Bornu et enfin, depuis environ 1380, sur le Bornu seul. La chronologie des rois est établie à partir des archives dynastiques des Sefuwa sur la base des durées de règne des rois successifs (mai), trouvées dans le Girgam. Les historiens africains utilisent actuellement plusieurs chronologies contradictoires pour l’histoire du Kanem-Bornu :
| Nom du roi ( mai )     | Barth 1857   | Palmer 1936 | Urvoy 1941 |
| ---------------------- | ------------ | ----------- | ---------- |
| (12) Hume              | 1086–1097    | 1086–1097   | 1085–1097  |
| (17) Dunama Dibbalemi  | 1221–1259/60 | 1221–1259   | 1210–1224  |
| (47) Ali Gajideni      | 1472–1504    | 1476–1503   | 1473–1507  |
| (48) Idris Katakarmabe | 1505–1526    | 1503–1526   | 1507–1529  |
| (53) Idris Alauma      | 1572–1603    | 1570-1602/3 | 1580–1617  |

Liste établie en 1989,:
| #                                                                       | Nom                              | Début | Fin       |
| ----------------------------------------------------------------------- | -------------------------------- | ----- | --------- |
| Kanem (1085 – 1256) (Succède à la dynastie Duguwa qui règne depuis 784) |                                  |       |           |
| 1                                                                       | Hume                             | 1085  | 1097      |
| 2                                                                       | Dunama I                         | 1097  | 1150      |
| 3                                                                       | Biri I                           | 1150  | 1176      |
| 4                                                                       | Bikorom (ou Dala, ou Abdallah I) | 1176  | 1194      |
| 5                                                                       | Abdul Jalil (ou Jilim)           | 1194  | 1221      |
| 6                                                                       | Dunama Dibbalemi                 | 1221  | 1256      |
| Kanem-Bornu (v. 1256 – v. 1400)                                         |                                  |       |           |
| -                                                                       | Dunama Dibbalemi                 | 1256  | 1259      |
| 7                                                                       | Kade                             | 1259  | 1260      |
| 8                                                                       | Kashim Biri (ou Abdul Kadim)     | 1260  | 1288      |
| 9                                                                       | Biri II Ibrahim                  | 1288  | 1307      |
| 10                                                                      | Ibrahim I                        | 1307  | 1326      |
| 11                                                                      | Abdullah II                      | 1326  | 1346      |
| 12                                                                      | Selma                            | 1346  | 1350      |
| 13                                                                      | Kure Gana es-Saghir              | 1350  | 1351      |
| 14                                                                      | Kure Kura al-Kabir               | 1351  | 1352      |
| 15                                                                      | Muhammad I                       | 1352  | 1353      |
| 16                                                                      | Idris I Nigalemi                 | 1353  | 1377      |
| 17                                                                      | Daud Nigalemi                    | 1377  | 1386      |
| 18                                                                      | Uthman I                         | 1386  | 1391      |
| 19                                                                      | Uthman II                        | 1391  | 1392      |
| 20                                                                      | Abu Bakr Liyatu                  | 1392  | 1394      |
| 21                                                                      | Umar ibn Idris                   | 1394  | 1398      |
| 22                                                                      | Sa'id                            | 1398  | 1399      |
| 23                                                                      | Kade Afunu                       | 1399  | 1400      |
| Bornu (v. 1400 – 1846)                                                  |                                  |       |           |
| 24                                                                      | Biri III                         | 1400  | 1432      |
| 25                                                                      | Uthman III Kaliwama              | 1432  | 1433      |
| 26                                                                      | Dunama III                       | 1433  | 1435      |
| 27                                                                      | Abdullah III Dakumuni            | 1435  | 1442      |
| 28                                                                      | Ibrahim II                       | 1442  | 1450      |
| 29                                                                      | Kadai                            | 1450  | 1451      |
| 30                                                                      | Ahmad Dunama IV                  | 1451  | 1455      |
| 31                                                                      | Muhammad II                      | 1455  | 1456      |
| 32                                                                      | Amr                              | 1456  | 1456      |
| 33                                                                      | Muhammad III                     | 1456  | 1456      |
| 34                                                                      | Ghaji                            | 1456  | 1461      |
| 35                                                                      | Uthman IV                        | 1461  | 1466      |
| 36                                                                      | Umar II                          | 1466  | 1467      |
| 37                                                                      | Muhammad IV                      | 1467  | 1472      |
| 38                                                                      | Ali Gajideni                     | 1472  | 1504      |
| 39                                                                      | Idris Katakarmabe                | 1504  | 1526      |
| 40                                                                      | Muhammad V Aminami               | 1526  | 1545      |
| 41                                                                      | Ali II Zainami                   | 1545  | 1546      |
| 42                                                                      | Dunama V Ngumaramma              | 1546  | 1563      |
| 43                                                                      | Dala (ou Abdullah)               | 1563  | 1570      |
| 44                                                                      | Aissa Koli                       | 1570  | 1580      |
| 45                                                                      | Idris Alooma                     | 1580  | 1603      |
| 46                                                                      | Muhammad Bukalmarami             | 1603  | 1617      |
| 47                                                                      | Ibrahim III                      | 1617  | 1625      |
| 48                                                                      | Umar III                         | 1625  | 1645      |
| 49                                                                      | Ali III                          | 1645  | 1685      |
| 50                                                                      | Idris IV                         | 1685  | 1704      |
| 51                                                                      | Dunama VI                        | 1704  | 1723      |
| 52                                                                      | Hamdan                           | 1723  | 1737      |
| 53                                                                      | Muhammad VII Erghamma            | 1737  | 1752      |
| 54                                                                      | Dunama VII Ghana                 | 1752  | 1755      |
| 55                                                                      | Ali IV ibn Haj Hamdun            | 1755  | 1793      |
| 56                                                                      | Ahmad ibn Ali                    | 1793  | Mars 1808 |
| 57                                                                      | Dunama IX Lefiami                | 1808  | 1810      |
| 58                                                                      | Muhammad VIII                    | 1810  | 1814      |
| -                                                                       | Dunama Lefiami (Restored)        | 1814  | 1817      |
| 59                                                                      | Ibrahim                          | 1817  | 1846      |
| 60                                                                      | Ali Delatumi                     | 1846  | 1846      |

La dynastie Sefuwa prend fin en 1846 et est remplacée par une série de cheikhs qui dirigent l'empire de Bornu jusqu'en 1893.